# Among Trees
Among Trees est un jeu vidéo de survie de type bac à sable développé par FJRD Interactive. Le jeu est disponible depuis le 13 juin 2020 en accès anticipé sur l'Epic Games Store uniquement pour Windows.

## Système de jeu
Among Trees est un jeu qui se déroule au cœur d'une forêt, qui n'a plus vu d'activité humaine depuis longtemps. Le joueur devra effectuer de nombreuses activités pour survivre, notamment pêcher, chasser pour se nourrir et récolter diverses ressources pour construire une cabane,. Le joueur devra cependant faire attention aux prédateurs qui rôdent dans la forêt comme les ours. Le jeu est composé d'un système de fabrication d’objets pour permettre d'améliorer sa cabane et de fabriquer des outils. Le joueur devra également surveiller différents composants pour rester en vie comme la température, la faim ainsi que la fatigue de son personnage.

## Développement
Le jeu est annoncé pour la première fois lors des Game Awards 2018, où le développeur annonce une sortie prochaine en accès anticipé,. En 2019, FJRD Interactive a indiqué qu'il était désormais possible de jouer au jeu dans l'état actuel de son développement contre un paiement. Le 13 juin 2020, Among Trees sort en accès anticipé à l’occasion du PC Gaming Show.

## Accueil
Among Trees est assez bien accueilli par le public et par la presse qui le compare graphiquement au jeu Firewatch, ou au jeu The Long Dark au niveau du gameplay.